# Альдебург, Уильям, 1-й барон Альдебург
Уильям де Альдебург (англ. William de Aldeburgh; умер 1 октября 1387) — англо-шотландский аристократ, 1-й барон Альдебург с 1371 года.

## Биография
Уильям де Альдебург был сыном Иво де Альдебурга и Мэри (её происхождение неизвестно). Иво проявил себя во время войн в Шотландии и получил от Эдуарда Баллиоля ряд земельных пожалований. Все эти владения перешли после смерти отца к Уильяму. Последний получил и новые владения, включая три баронства. Брак с Элизабет Лайл, дочерью Джона Лайла, 2-го барона Лайла из Ружемонта, принес Альдебургу земли в Йоркшире, в том числе поместье Харвуд, где был построен мощный замок. Разрешение на возведение укреплений датировано 1366 годом.
Альдебург был вызван в парламент в 1371 году как первый лорд Альдебург. Его вызывали непрерывно вплоть до 1386 года. 1 октября 1387 года барон умер, оставив трёх детей: Уильяма (2-го барона Альдебурга, умершего в 1391 году бездетным), Элизабет (жену сэра Брайана Стэплтона из Чарлтона и сэра Уильяма Редмана из Левенса) и Сибиллу, жену сэра Уильяма Райтера из Райтер-Касла. После смерти Уильяма-младшего титул барона Альдебург перешёл в состояние ожидания.